# Союзницька війна (91—87 до н. е.)
Союзницька війна (лат. Bellum Sociale), або Марсійська війна (лат. Bellum Marsicum), через активну участь у ній племен марсів, 91—87 рр. до н. е. — повстання італійських союзників Риму: самнітів, марсів і більшості італійських народів центральної та південної Італії. Основні бойові дії відбувалися в 90—89 до н. е.
Війна розпочалася, коли Рим відмовився поширити права римського громадянства на союзників, як пропонував трибун Марк Лівій Друз. Союзники були добре організовані і озброєні, створили політичну «Італійську федерацію» зі столицями в Центральній Італії, в містах Корфіній та Бовіанум, де перебували владні органи, так що спочатку римляни не могли одержати над ними верх за допомогою сили. На чолі союзу стояла Рада п'ятисот, союзники навіть карбували власну монету із зображенням бика, що долає римську вовчицю.
Згодом, щоб запобігти розростання повстання, римляни запропонували права громадянства всім, хто ще не взявся за зброю, і навіть тим, хто припинить боротьбу. Нарешті, коли повстання було жорстоко придушене, що вимагало напруження всіх сил Риму та участі найкращих полководців, у тому числі Марія і Сулли, громадянство було дано всім, хто протягом 60 днів виявить бажання його отримати. Таким чином, переможені домоглися від переможців виконання своїх вимог, завдяки чому була ліквідована небезпека відновлення війни.

## Передумови

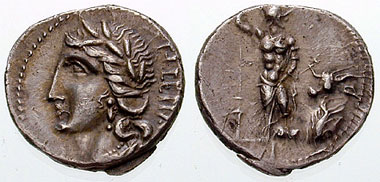
Срібний денарій Марської конфедерації часів Союзницької війни. Напис «Італія» оскською мовою

Формально Союзницька війна не була громадянською війною, оскільки  вона відбувалася між громадянами Риму та союзниками Риму, які не мали римського громадянства. Італіки служили в римській армії, але не мали рівних прав, не могли отримати свою частку завойованого, в тому числі й землю. В той же час, основна частина ділянок «народної землі», ager publicus, знаходилась на території різних племен. Становище італіків нагадувало становище плебеїв трьома століттями раніше.

## Розвиток подій
В 91 році до н.е. плебейський трибун Марк Лівій Друз Молодший вніс законопроєкт: надати італійським союзникам права римського громадянства. Сенат категорично відмовив, а самого Марка Лівія було вбито в Римі. Вбивство стало сигналом для початку союзницької війни. Особливо були невдоволенні жителі італійських міст і громад. Не маючи в розпорядженні прав римського громадянства, італіки були не лише безправні і принижені в політичному, але і серйозно ущемлені у своєму економічному стані, і передусім в аграрному питанні: вони навіть не могли і мріяти про отримання хоч би в майбутньому земельних ділянок в якості повноправних громадян. У італіків не було легальних шляхів у відстоюванні своїх інтересів, і вони взялися за зброю. Це була справжня громадянська війна. У кінці 91 р. до н. е. почалася так звана Союзницька війна (91—88 рр. до н. е.) — одна із найкровопролитніших воєн в усій римській історії. Це була війна і в той самий час повстання, де тісно переплелися військові, політичні і соціальні вимоги, що надало їй особливе озлоблення.
Спочатку італіки хотіли під час одного з латинських свят принести в жертву на Альбанській горі двох консулів 91 року – Луція Марція Філіпа і Секта Юлія Цезаря. План зірвався, і тоді італіки почали готуватися до відкритого наступу. Безумовно, приховати такі масштабні приготування таємно не вийшло. Почалося повстання у 91 р. випадково. Коли претор Гай Сервілій прийшов у місто Аскула і почав народу погрожувати вони обізлилися і вбили його і його легата у театрі і пізніше усіх римлян у місті, оскільки італіки дізналися про підготовку повстання. Почали це повстання марси, тому інша назва – Марсійська. Пізніше до них приєднались інші. Повсталі виставили армію в 100 тис. чоловік, причому вона мала таку ж високу військову виучку і організацію, що і власне римська, оскільки італіки здавна служили в римській армії в якості допоміжних частин.
Римський сенат прислав в різні міста послів для вияснення: чого хочуть італіки? 
Перед повстанням італіки спробували ще раз домовитись з Римом. Переговори нічого не дали. Дуже важливим для союзників було створення власне політичної організації. Нею стала федерація усіх італійських громад і міст з центром в місті Корфіній. Федерація дістала характерну назву «Італія». Вони вибрали Раду п'ятсот і почали карбувати свою власну срібну монету «Італія». Її символом, свого роду гербом, стало символічне зображення бика, який їсть римську вовчицю.
Політична організація італіків скопіювала римські порядки. Так само, як і в Римі, обиралися сенат з 500 членів, 2 консули і 12 преторів, інші магістрати. Очевидно, існувало і народне зібрання. Повсталі італіки сформували два військові угрупування: північне – марси, пелінги, вести на чолі з марсом Помпедієм Сілоном і південну – самніти, лукани й інші на чолі з самнітом Папієм Мутілом.
Варто зазначити, що Рим мав деякі переваги:
- Володів старою централізованою державною організацією, а Італія була сильно децентралізована.
- Італіки вели партизанську війну, а римські війська розбивали їх поодинці.
- Територія повстання рідко була суцільною.

Ополчення італіків швидко перебільшило 200 тисяч чоловік, тоді як чисельність всієї римської армії не досягала і 130 тисяч. Складність повстання полягала в тому, що далеко не всі італіки приєдналися до повстання. Етруски і умбри зберегли вірність Риму. Латинські колонії також підтримали Рим і вони були розкидані по всій Італії. Римське військо почало зосереджуватися навколо Рима, адже ніхто не знав, з якого боку і в якій кількості будуть нападати італіки.
Жахливі сторони війни полягали в тому, що «ворог» і «свої» були всюди. Жертвами відразу стали тисячі і десятки тисяч людей.
Вже в 91 році римляни пішли на перші поступки: дарували права римського громадянства племенам, які не брали участі у війні, тобто етрускам й умбрам.
Деякі плем’я завагалися, але марси, самніти і піцени продовжували боротися. Римляни пішли на нову поступку – надали права громадянства всім італікам, якщо вони протягом 60 днів складуть зброю, і дарували права латинського громадянства жителям Цизальпійської Галлії. Вже після цих рішень Сулла винищив більше 50 тисяч італіків, і взяв декілька міст, в тому числі нову столицю італіків – Бовіан.
Спираючись на численну і добре організовану армію, а також на свою політичну організацію, італіки досягли в 90 р. до н. е. великих успіхів. Римська армія, яка повинна була розділитися, щоб вести бойові дії проти двох повстанських фронтів і ряду італійських фортець, терпіла неодноразові поразки. Особливо чутливими були поразки легіонів консула Луція Юлія Цезаря і консула Рутілія Лупа в області еквів, здача сильної фортеці Езернія в Північній Самнії. У інших місцях римські загони насилу утримували основні фортеці. Успіхи італіків сприяли розширенню масштабів повстання: на їх сторону стали переходити міста, що зберігали спочатку вірність Риму, наприклад грецькі міста Кампанії — Нола, Салерн, Помпея, Венафр. Почалися коливання в Етрурії і Умбрії.
У 89 р. почались кризові події а в 88 р. більшість повстанців були перебиті. Перший рік дуже невдалий для Риму. Поразки і консула Публія Рутілія Лупа. Це визвало погіршення настрою серед умбрських і етруських общин і смуту у самому Римі. Кількість повсталих і кількість римських військ була приблизно однаковою, тому це погрожувало затягтись на довгий час. Римляни опинилися в скрутному становищі. У цих умовах римський сенат вжив рішучі заходи. Була проведена додаткова мобілізація, в легіони були включені навіть вільновідпущеники. На чолі окремих армій були поставлені кращі полководці. Разом з військовими заходами найважливішу роль в переломі ходу військових дій зіграли заходи політичні.
Наприкінці 90-х років консул Луцій Юлій Цезар прийняв закон Юлія Цезаря (lex Julia), про те що права громадянства надавались усім італікам, що залишалися вірними Риму, що зупинило розповсюдження повстання далі.
89 рік став менш вдалим для італіків, які зазнали декілька поразок від Сулли, хоча продовжували хоробро битися. На початку 89 р. прийняли ще один важливіший закон Плавція — Папірія (89 р. до н. е.), за яким усі жителі союзних громад, що подали в 2-місячний термін заяву, отримували римське громадянство. Ці закони внесли розлад в ряди італіків. Від союзників стали відходити багато міст, їх військові сили почали танути. 
У другий рік війни (89 р. до н. е.) римлянам вдалося нанести італікам ряд поразок. Консул Страбон на початку 89 р. до н. е. розбив п’ятнадцятитисячний загін марсів та піценів, що просувався до Етрурії з метою підняти повстання і там у бою Страбон знищив половину загону італіків, решта ж була вимушена відступати посеред зими через гірську місцевість, у наслідок чого значна їх частина загинула від холоду і нестачі провізії . Після цього він провів низку битв, у яких розбив марсів, марруцинів і вестинів . Завершив же він свою кампанію взяттям в облогу Аускула. Оскільки це місто було добре укріпленим і мало вигідне для оборони розташування , очевидно, що облога була тривалою і у певний момент обложені здійснили спробу масштабного прориву, коли їм на допомогу підійшов Відацилій, один із керівників італіків, що походив із цього міста . Страбон розбив військо Відацилія у відкритому бою, після чого останній здійснив самогубство . По смерті свого вождя місто опиралося недовго і, зрештою, Помпей Страбон ним оволодів . За перемогу під Аускулом і взяття самого міста, Помпей Страбон 25 грудня 89 р. до н. е. справив тріумф . У Етрурії був знищений загін марсів у 15 тис. осіб. Одна з основних баз північного угрупування — місто Аскул було узяте римськими військами. Лягла столиця повстанської федерації місто Корфіній. Були приведені до покірності кампанські міста.
На початку 88 р. до н. е. вдалося розгромити останні фортеці супротивника, місто Нолу в Кампанії, місто Езернію та ін.
Важка Союзницька війна була закінчена. Римський сенат розумів крайню небезпеку таких воєн для самого існування Риму. Тому, щоб назавжди викоренити найбільш глибокі причини таких воєн, сенат надав усім італікам (за деякими виключеннями) права римського громадянства, але приписали їх лише до вісьмох (або до десятьох)  новим трибам, а не до всіх 35, що не давало їм практично ніякого соціально-політичного впливу. Тобто переможці були вимушені задовольнити вимоги переможених.

## Наслідки
Перемога Риму була історично необхідною. Заможна частина італіків злилася з римлянами. Проте повного культурно-правового урівняння Риму та решти Італії так і не сталося. Дві області – Луканія і Самній – взагалі не отримали в той час права голосу через свій опір під час війни. Найголовнішим було те, що Рим втратив своє виняткове положення в Італії і став primus inter pares – перший серед рівних. Майже всі общини Італії перетворилися на римські муніципії.
Особлива жорстокість Союзницької війни, розорення безлічі міст, загибель великої кількості людей різко погіршили економічний стан як Італії, так і усієї Римської держави. На цьому тлі знову загострюються соціально-політичні протиріччя в римському суспільстві. На початку 80-х років до н. е. Рим стикається також і з серйозними зовнішньополітичними ускладненнями, зокрема розпочинається протистояння із Понтійським царством.